# Neivamyrmex pseudops
Neivamyrmex pseudops är en myrart som först beskrevs av Auguste-Henri Forel 1909.  Neivamyrmex pseudops ingår i släktet Neivamyrmex och familjen myror. Inga underarter finns listade i Catalogue of Life.